# Nachtigall
Die Nachtigall (Luscinia megarhynchos) ist eine Vogelart aus der Ordnung der Sperlingsvögel (Passeriformes), Unterordnung Singvögel (Passeres). Nach neueren molekularbiologischen Erkenntnissen zur Phylogenese der Singvögel wird sie heute meist zur Familie der Fliegenschnäpper (Muscicapidae) gestellt. Manchmal findet man sie aber auch heute noch bei den Drosseln (Turdidae) eingeordnet. Die nordöstliche Schwesterart der Nachtigall ist der Sprosser.
In Deutschland war die Nachtigall 1995 Vogel des Jahres.

## Etymologie
Der Tiername Nachtigall, mittelhochdeutsch nachtegal(e), althochdeutsch nahtagala, geht wahrscheinlich auf ein westgermanisches Wort nahtagalōn mit der Bedeutung „Nachtsängerin“ zurück. Der zweite Wortteil ist verwandt mit gellen und gehört zu althochdeutsch galan („singen“).

## Verbreitung und Unterarten

Verbreitung der Nachtigall:
Brutgebiete
Überwinterungsgebiete

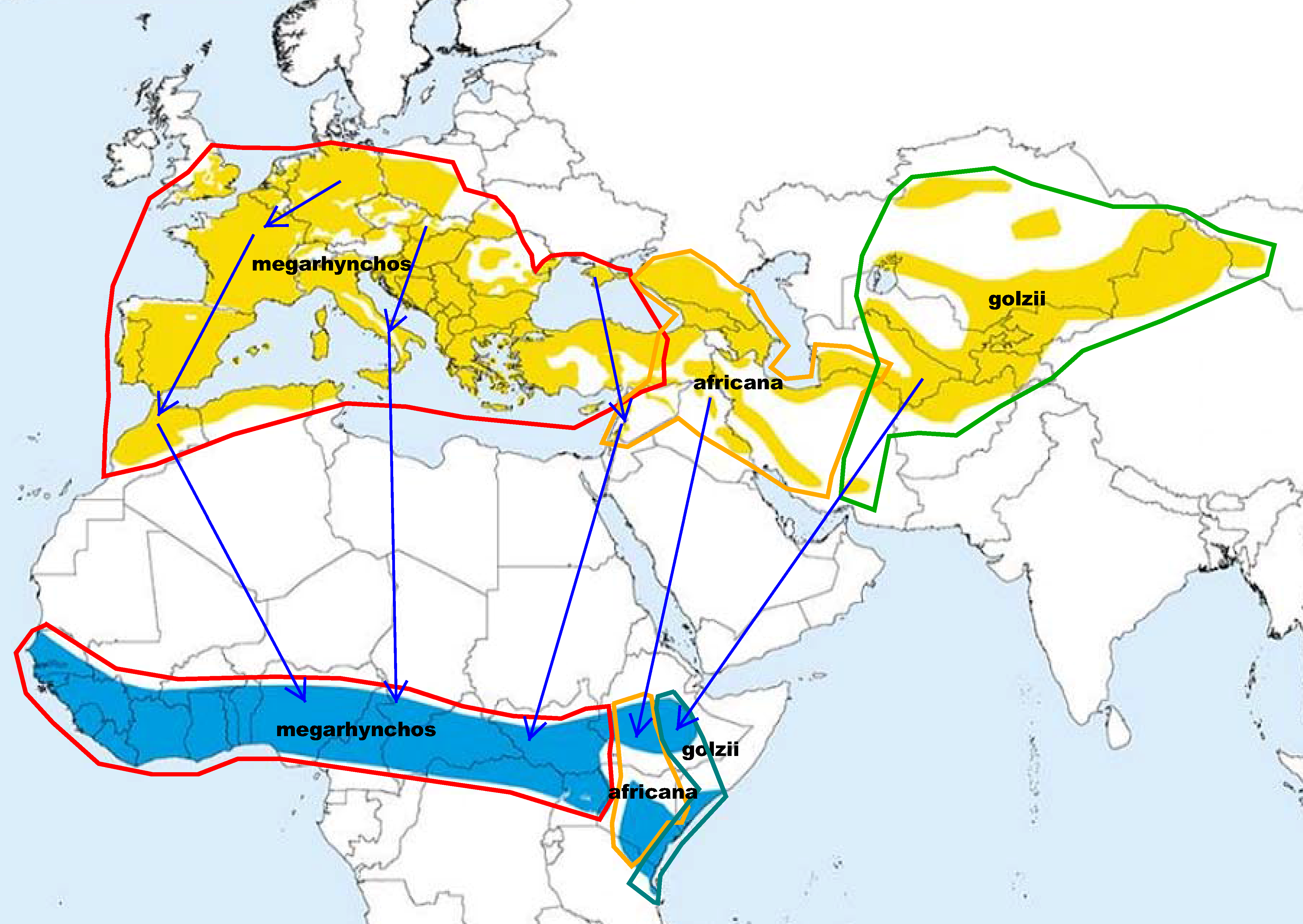
Verbreitungsgebiete und Hauptzugwege der Unterarten

Nachtigallen sind Zugvögel. Sie sind in Teilen von Europa, Asien und Nordafrika heimisch (Brutgebiete). Im Winter ziehen sie in ein Gebiet im tropischen Afrika, das sich vom Senegal bis nach Äthiopien und Kenia erstreckt.
Es gibt drei Unterarten, die sich sowohl die Brutgebiete als auch die Überwinterungsgebiete in west-östlicher Richtung aufteilen (siehe Karte 'Verbreitungsgebiete und Hauptzugwege der Unterarten'):
- Luscinia megarhynchos megarhynchos
- Luscinia megarhynchos africana
- Luscinia megarhynchos golzii

In Australien wurden die Nachtigallen durch europäische Siedler eingeführt.

## Gefährdung und Schutz
Die Nachtigall ist in der Neuen Roten Liste der Brutvögel Deutschlands nicht gelistet und gilt deshalb als ungefährdet. In Baden-Württemberg und Rheinland-Pfalz ist sie als ungefährdet eingestuft, in Hamburg und dem Saarland steht sie auf der Vorwarnliste (Rote-Liste-Kategorie V), in Niedersachsen und Schleswig-Holstein gilt sie als gefährdet (RL-Kategorie 3).
Sie ist in Deutschland seit dem 31. August 1980 nach Bundesnaturschutzgesetz (BNatSchG) besonders geschützt und in der Vogelschutzrichtlinie gelistet.

### Bestandsentwicklung
Zur Bestandsentwicklung gibt es kein einheitliches Bild. Der Naturschutzbund Deutschland (NABU) schreibt, dass die Bestände der Nachtigall in Deutschland erheblich schwanken und zählt mehrere Faktoren für den Bestandsrückgang auf. Der NABU gibt den Bestand in Deutschland mit 95.000 Brutpaaren an. Der NABU Braunschweig stellte eine Halbierung des Bestandes zwischen 1993 und 2011 fest, ähnliches gilt für die Bundesländer Sachsen-Anhalt, Brandenburg und Niedersachsen. In England gehen Vogelschützer davon aus, dass die Nachtigall dort bis etwa 2040 ganz verschwunden sein wird.
Andere Untersuchungen erkennen jedoch einen Trend zur Zunahme der Bestände, so etwa für Hamburg der Arbeitskreis Vogelschutzwarte Hamburg oder der Ornithologische Verein zu Hildesheim e. V. Für die Aareebene bei Solothurn stellte Christen (2009) im Zeitraum von 1982 bis 2008 eine deutliche Zunahme des Brutbestandes fest.

## Aussehen
Eine ausgewachsene Nachtigall misst vom Schnabel bis zur Schwanzspitze etwa 16,5 cm, ist also etwa so groß wie ein Haussperling (Passer domesticus) und wiegt 18 bis 27 Gramm. Das Gefieder ist relativ unscheinbar und unauffällig, aber fein. Die Körperoberseite der Nachtigall ist von einem leicht rötlichen, warmen Hellbraun, der Schwanz deutlicher rotbraun; die Unterseite (Bauch, Brust) weißlich oder von einem sehr hellen Grau, das zum Teil, besonders an der Brust, leicht meliert ist in einem ähnlichen Hellbraun wie die Oberseite; die schwarzen Augen sind weiß umrandet, der Schnabel rosa und gelb, auch die Beine gelblich-rosa. Männchen und Weibchen sind bei der Nachtigall gleichfarbig.
Die Nachtigall hat eine gewisse Ähnlichkeit mit dem Sprosser (Luscinia luscinia) und kann mit ihm verwechselt werden. Doch ist der Sprosser dunkler gefärbt und hat eine graubraune Brustfleckung.

## Lebensraum
Nachtigallen besiedeln dichtes Gebüsch, oft am Waldrand und in feuchtem Gelände, aber auch in Feldgehölzen (Gebüschwald).

## Nahrung
Die Nachtigall ernährt sich von Insekten und deren Larven, Würmern oder Raupen, manchmal auch von Spinnen oder anderen wirbellosen Tieren. Im Sommer und Herbst sind Beeren ihre hauptsächliche Nahrung.

## Gesang
Die Nachtigall ist dem Namen nach eine „Nachtsängerin“ (siehe Etymologie).

### Charakteristik

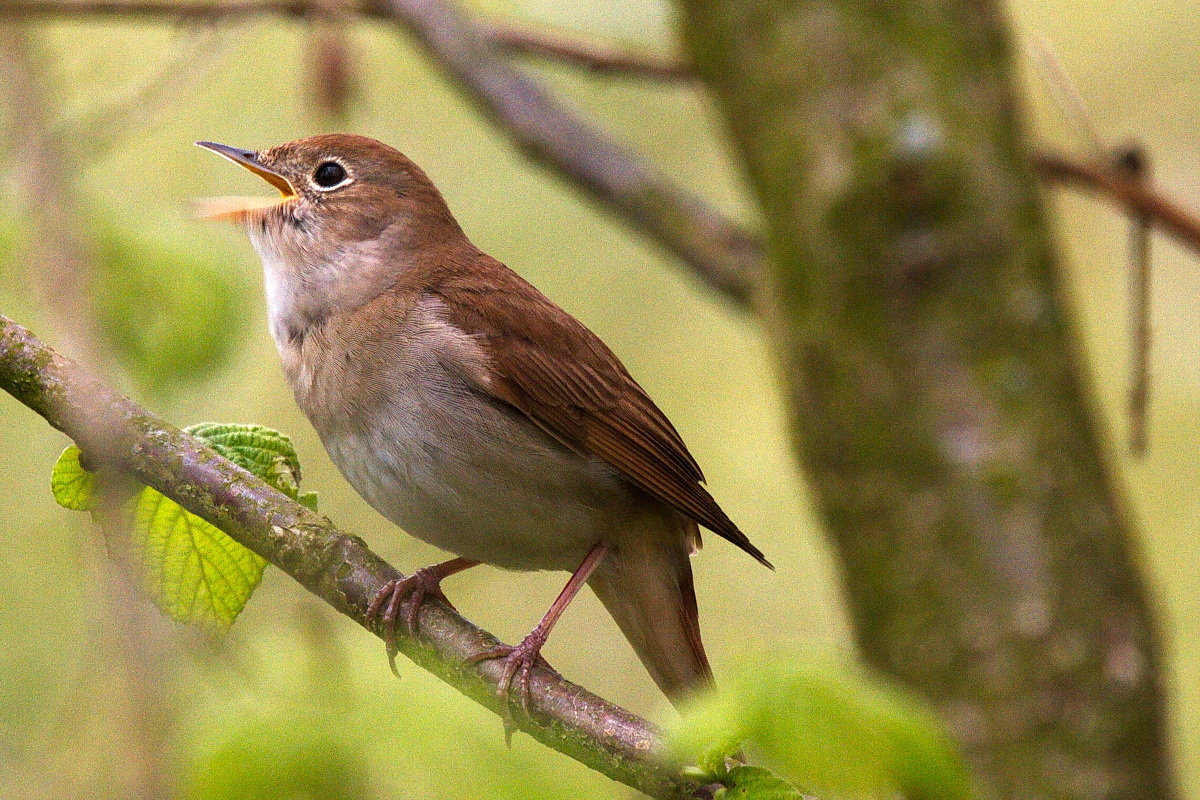
Singende Nachtigall

Es singen nur die Männchen. Nachtigallmännchen erlernen ihren Gesang während der frühen Jugend von benachbarten Vögeln und beherrschen zwischen 120 und 260 unterschiedliche Strophentypen, die meistens zwei bis vier Sekunden lang sind. Das extrem umfangreiche Repertoire ist damit unter den europäischen Singvögeln fast einzigartig.
Der Gesang der Nachtigall ist reich, wohltönend und laut und wird von Menschen als sehr angenehm und schön empfunden. Der Gesang ist überaus komplex, verschiedenartig, unvorhersehbar und „fantasievoll“, besteht aus Strophen dicht gereihter Einzel- oder Doppeltöne. Es kommen gezwitscherte und geflötete Laute vor, Tonrepetitionen sowie trillerartige und in der Kehle geschlagene Bildungen, deren Intervall-Umfang ganz verschieden sein kann (z. B. Terz, Quarte usw.). Die Stimme hat einen großen Umfang, hohe Töne oder Passagen wechseln sich mit solchen einer tiefen oder mittleren Lage ab. Auch die Dynamik ist sehr variabel und wechselt von leisen zu lauten Passagen, manchmal auch in Crescendo-Effekten. Neben schnellen und schnellsten Koloraturen von einem scheinbar fröhlichen oder gar witzigen Ausdrucksgehalt kommen auch langgezogene Töne mit besonders wohlklingender Stimme und Tonwiederholungen vor, die klagend oder sehnsüchtig wirken und als besonders charakteristisch gelten.

### Funktionen
Im zeitigen Frühjahr singen unverpaarte Nachtigallmännchen etwa ab elf Uhr nachts bis in den Morgen; der Nachtgesang dient wohl vor allem zum Anlocken einer Brutpartnerin und wird nach erfolgter Paarbildung eingestellt. Ab Mitte Mai singen deshalb meist nur noch unverpaarte Männchen nachts. Während der ganzen Brutsaison bis Mitte Juni singen Nachtigallmännchen aber auch tagsüber, und zwar häufig aus der Deckung heraus. Der Gesang während der Morgendämmerung dient wohl vor allem zur Verteidigung des Reviers gegen andere Männchen.

### Forschung
Der Nachtigallgesang ist vor allem aufgrund seiner Komplexität Gegenstand intensiver verhaltensbiologischer Forschung, insbesondere in der Arbeitsgruppe von Dietmar Todt und Henrike Hultsch an der Freien Universität Berlin. Neben der Rolle bei der Revierbildung geht es in neueren experimentellen Studien insbesondere um die Frage, wie und wann arttypische Gesangsstrophen von den Jungvögeln gelernt werden, in welcher Form sie diese später reproduzieren und wie Abschnitte wie Strophen und deren Untereinheiten neu kombiniert werden. Daraus ergeben sich neue Einsichten in die Funktion des Gedächtnisses bei Singvögeln.

### Historische Beschreibungen
Eine relativ genaue Beschreibung und Analyse des Nachtigallgesanges wurde bereits von Athanasius Kircher in seiner Musurgia universalis (Buch I, Kapitel XIV, § 4 Philomela sive Luscinia, Rom, 1650) unternommen. Er untersuchte auch die Kehle des Vogels und unterschied verschiedene Ton- und Trillerbildungen, die er – je nachdem, wie sie hervorgebracht werden – Pigolismus (mit klarer heller Stimme), Teretismus („Murmeln“) und Glazismus (abgesetzt, gestoßen) nannte; diese können jedoch auch in allen möglichen Mischungen erscheinen, „so dass eine schier unendliche Vielfalt von harmonischen Modulationen entsteht“. Kircher veröffentlichte in der Musurgia auch einen kleinen von ihm aufgezeichneten Gesang einer Nachtigall, betonte jedoch auch, dass jede Nachtigall einen eigenen Gesang habe.

„In der Nachtigall hat die Natur mit Recht gleichsam die Idee der gesamten Musik sichtbar gemacht, so dass die Gesangsmeister bei ihr lernen können, wie man auf vollkommene Weise den Gesang ordnen und die Töne in der Kehle bilden muss. Die Nachtigall verwendet nicht weniger Ehrgeiz darauf, die Köstlichkeit ihres Gesangs den Zuhörern darzubieten, als der Pfau die Schönheit seines Schweifes. Sie ist nicht nur φιλόμουσος (musik- und kunstliebend), sondern auch φιλόδοξος (liebt Brillanz, Pracht, auch das Merkwürdige, Komische).“

Hans Christian Andersen schrieb: „… die Nachtigall hat just italienische Manieren, das meiste sind Triller und Läufe mit der Stimme, sie klagt überhaupt nicht, sondern singt aus vollem Halse ihre stolzen Bravour-Arien.“

## Fortpflanzung und Nestbau

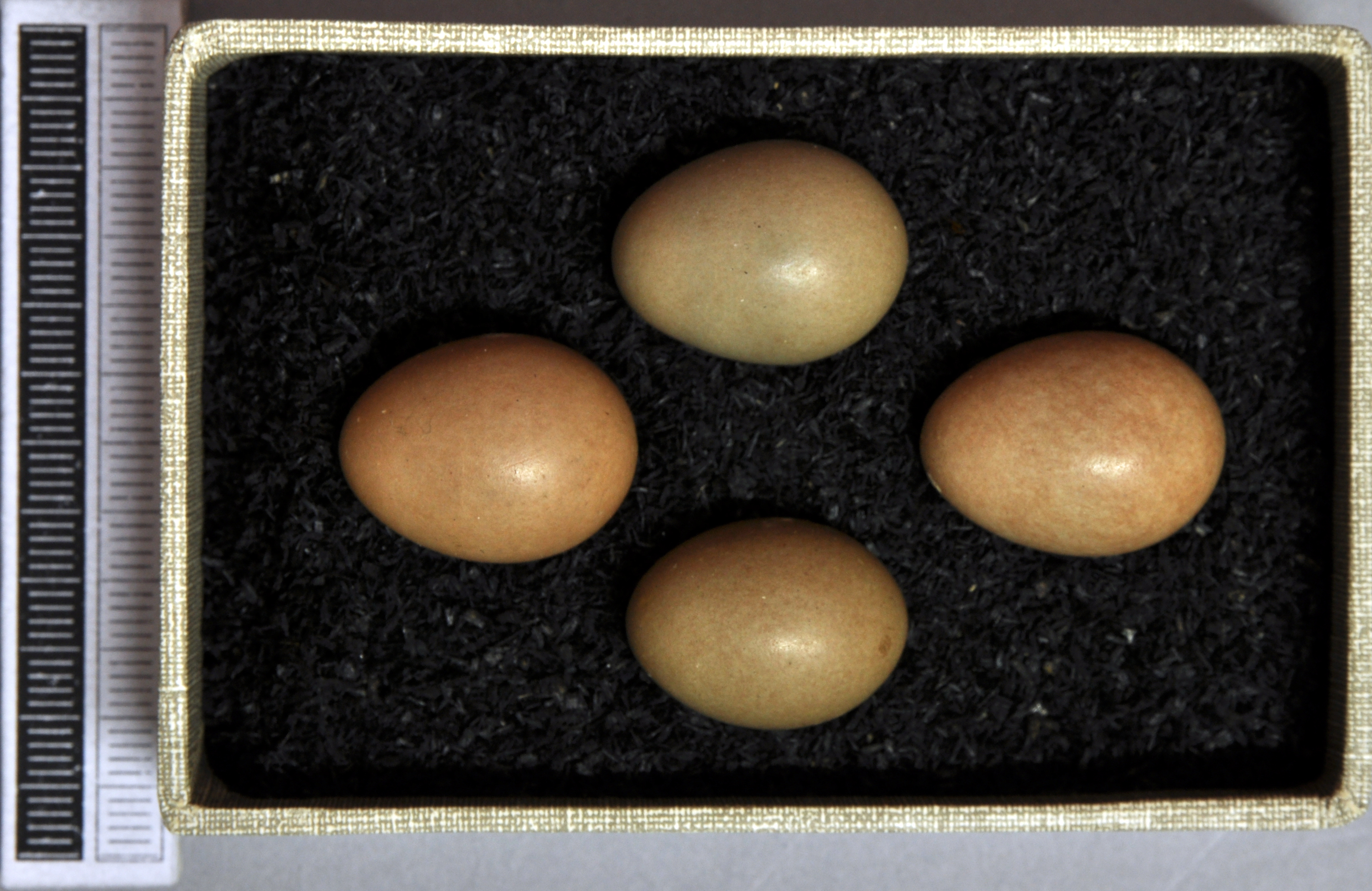
Eier der Nachtigall, Sammlung Museum Wiesbaden

Die Brutzeit ist in Mitteleuropa von Mitte April bis Mitte Juni. In der Regel gibt es nur eine Brut pro Jahr. Unter günstigen klimatischen Bedingungen wird zweimal gebrütet. Das Gelege besteht aus vier bis sechs grünlich braunen Eiern. Die Eier werden täglich abgelegt und vom Weibchen 13 bis 14 Tage bebrütet. Die Jungen werden von beiden Eltern gefüttert. Nach 11 bis 12 Tagen verlassen die Jungen das Nest, werden aber 14 bis 15 Tage weiterhin betreut.
Die Nester werden oft am Buschrand oder an Wegrändern im Krautsaum direkt am Boden gebaut. Der Boden besteht aus Laub, innen befinden sich Moos und Halme. Das Weibchen baut das Nest allein.

## Rezeption

### Symbolik
In den Volkstraditionen kündigt die Nachtigall den Frühling an, sie ist der Vogel des Monats Mai, aber auch und besonders ein Symbol der Liebe. In der persischen Literatur ist die Nachtigall das Symbol des Liebenden, des Dichters und des Gottsuchers schlechthin; sie ist in die Rose verliebt (und die Rose ist Symbol alles Schönen, auch als Manifestation des Göttlichen).
Früher galt der Gesang der Nachtigall als schmerzlindernd und sollte dem Sterbenden einen sanften Tod und dem Kranken eine rasche Genesung bringen.
Die Nachtigall ist der offizielle Nationalvogel des Iran.

### Dichtung

#### Antike und Mittelalter
In der Antike beschrieb Ovid im sechsten Buch seiner Metamorphosen die Geschichte von Tereus, Prokne und Philomela, an deren Ende alle drei Hauptfiguren in Vögel verwandelt werden – je nach Version wird eine der beiden Frauen zu einer Nachtigall. Daher wurde später in der Dichtung der Name Philomele metonymisch für die Nachtigall gebraucht.
Um 1200 verband Walther von der Vogelweide im Gedicht Under der linden den Gesang der Nachtigall mit den Liebenden („schône sanc diu nahtegal“).
In der mittelalterlichen persischen Literatur hat der vergnügliche Gesang der Nachtigall sie zu einem Symbol für den beredten, leidenschaftlichen und zur vergeblichen Liebe verdammten Liebhaber gemacht. Ihre Liebe gilt den Rosen, die sowohl die Vollkommenheit irdischer Schönheit als auch die Arroganz dieser Vollkommenheit verkörpern. Zum Beispiel schrieb der Dichter Hafis in seinem Diwan, Sonett 232: „O die liebevolle Nachtigall, bitte um Leben; denn am Ende / Grün wird zum Garten und zur Blüte wird die rote Rose kommen.“

#### Neuzeit
Hans Sachs rühmte Martin Luther als die „wittenbergisch Nachtigall“. Sein gleichnamiges Gedicht brachte ihm Ruhm ein, es wurde bereits im Erscheinungsjahr 1523 sechsmal aufgelegt.
„Es war die Nachtigall und nicht die Lerche, / Die eben jetzt dein banges Ohr durchdrang“ sind zwei bekannte Zeilen aus Shakespeares Romeo und Julia (1597).
Der Barockdichter und Jesuit Friedrich Spee bezeichnet seine Sammlung von Gedichten in deutscher Sprache, die 1649 erschien, kurz nach dem Dreißigjährigen Krieg, als Trutznachtigall oder geistlich-poetisch Lustwäldlein. Im Vorwort des Buches gibt Spee folgende Erklärung für die seltsame Bezeichnung: „Trutznachtigall wird dies Büchlein genannt, weil es trotz allen Nachtigallen süß und lieblich singet, und zwar aufrichtig poetisch; also dass es sich auch wohl bei sehr guten lateinischen und anderen Poeten dürft hören lassen.“ Aus diesen Worten spricht die Absicht und der Stolz – anders als katholische Poeten bisher – in der deutschen Sprache zu schreiben. In der sich anschließenden Einleitung findet sich ein Gedicht, mit dem Spee die Absicht seiner Trutznachtigall noch einmal poetisch umschreibt:
Doch süßer noch erklinget / Ein sonders Vögelein, / So seinen Sang vollbringet / Bei Mond- und Sonnenschein. / […]

Trutznachtigall mans nennet, / Ist wund von süßem Pfeil, / In Lieb es lieblich brennet, / Wird nie der Wunden heil. / […]
Die Nachtigall kommt auch in dem Märchen Jorinde und Joringel vor. In Hans Christian Andersens Märchen Des Kaisers Nachtigall heilt der Gesang der Nachtigall den todkranken Kaiser von China.
In Clemens Brentanos Gedicht Der Spinnerin Lied (1802 – Vertonung von Arvo Pärt 1984 unter dem Titel Es sang vor langen Jahren) erinnert sich eine Frau ihrer verflossenen Liebe. Das damalige Liebeserlebnis ist eindrücklich mit dem Gesang einer Nachtigall verbunden. Daher ruft deren Gesang nach wie vor schmerzliche Erinnerungen hervor:
(1. Strophe) „Es sang vor langen Jahren / Wohl auch die Nachtigall, / Das war wohl süßer Schall, / Da wir zusammen waren.“
(5. Strophe) „Seit du von mir gefahren, / Singt stets die Nachtigall, / Ich denk bei ihrem Schall, / Wie wir zusammen waren.“
John Keats schrieb die Ode an eine Nachtigall und von Oscar Wilde stammt die Geschichte Die Nachtigall und die Rose.
Auch Theodor Storm brachte in seinem Gedicht Die Nachtigall (1856) den Gesang des Vogels mit Rosen in Verbindung: „Das macht, es hat die Nachtigall / die ganze Nacht gesungen; / Da sind von ihrem süßen Schall, / da sind in Hall und Widerhall / die Rosen aufgesprungen.“
Der irische Dichter Eugene McCabe untermalt in seinem Roman Tod und Nachtigallen (Originaltitel: Death and Nightingales) die Handlung, die im Jahre 1883 während der irischen Nationalbewegung spielt, mit Vogelstimmen.

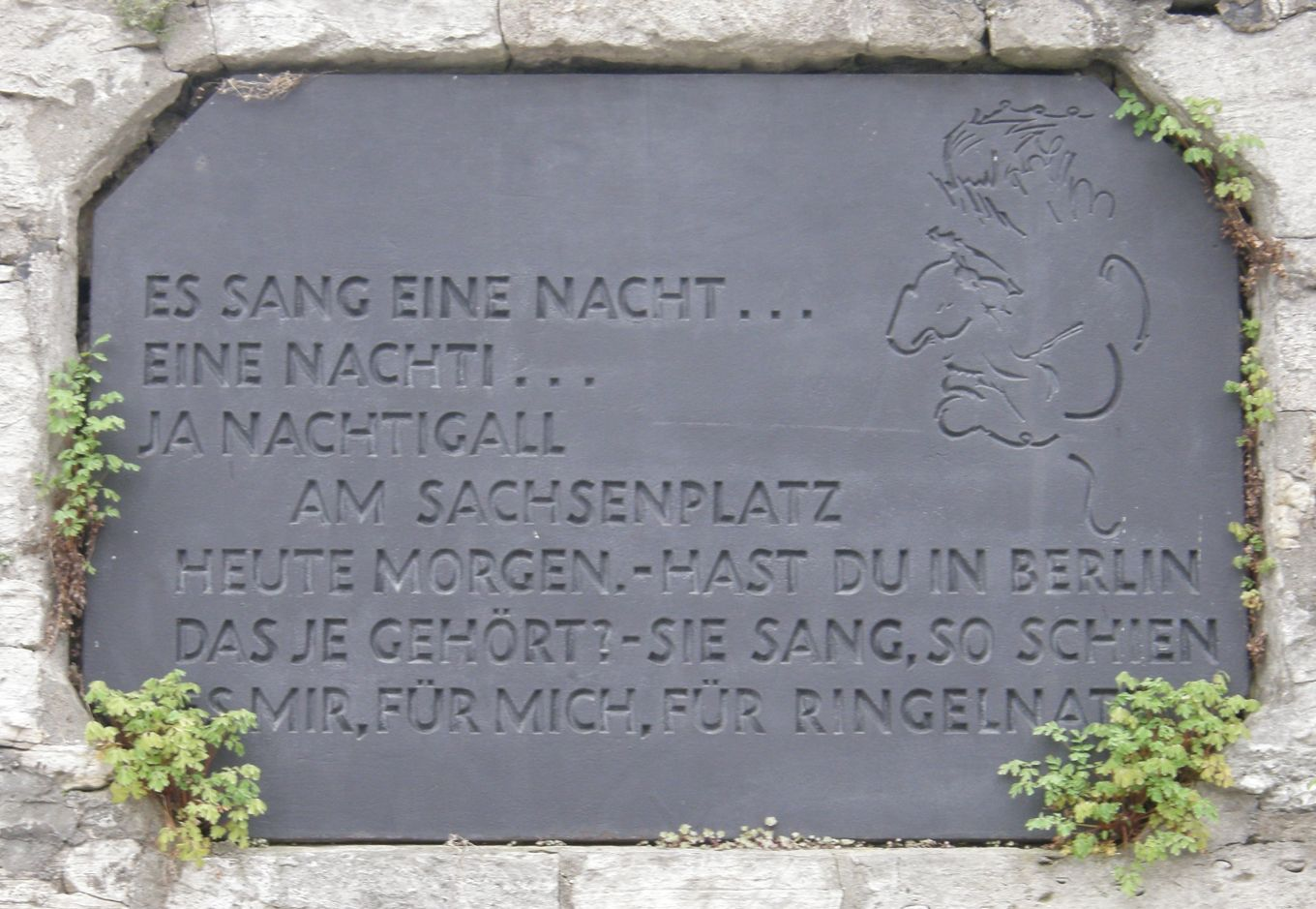
Gedenktafel für Ringelnatz und die „Nachtigall vom Sachsenplatz“ am heutigen Brixplatz in Berlin

In dem Gedicht „OH“, rief ein Glas Burgunder … von Joachim Ringelnatz aus dem Zyklus Die Schnupftabaksdose, Stumpfsinn in Versen (1912) gießt der Mond sein Licht „wie sengende Glut / Hin über das nachtigallige Land“. Als Ringelnatz in den 1920er Jahren am Sachsenplatz im Berliner Westend lebte (heute Brixplatz in Berlin-Charlottenburg), dichtete er: „Es sang eine Nacht… / Eine Nachti… / Ja Nachtigall am Sachsenplatz / Heute morgen. – Hast du in Berlin / Das je gehört? – Sie sang, so schien / Es mir, für mich, für Ringelnatz.“ Daran erinnert eine Gedenktafel an der Mauer des heute noch stark von Nachtigallen besuchten Brixplatzes zur Reichsstraße hin.
Harper Lees Romantitel To Kill a Mockingbird (1960), der „Eine Spottdrossel töten“ bedeutet, wurde in der deutschen Übersetzung zu Wer die Nachtigall stört geändert.

### Redewendungen
„Was dem einen sin Uhl, ist dem andern sin Nachtigall“ ist eine niederdeutsche Redewendung; der Gesang beider Vögel ist unterschiedlich und gefällt unterschiedlichen Menschen.
Die berlinerische Redewendung „Nachtigall, ick hör’ dir trapsen“ bezeichnet eine Vorahnung. Sie entstand möglicherweise als Parodie auf das Lied „Frau Nachtigall“ aus Des Knaben Wunderhorn, in dem die Anfangszeilen der ersten und zweiten Strophe lauten: „Nachtigall, ich hör dich singen“ und „Nachtigall, ich seh dich laufen“.

### Musik
Die Nachtigall als besonders „musikalischer“ und zugleich poetisch konnotierter Vogel inspirierte besonders viele Musikwerke. Dabei stechen besonders Stücke mit Gesang – insbesondere für hohe Stimme(n) – oder für verschiedene Arten von Flöten hervor, aber es gibt auch Werke für andere Instrumente.
In Liedern oder Chansons in Mittelalter und Renaissance wurde der Vogel, wenn überhaupt, in erster Linie mithilfe einer eleganten Melodik charakterisiert. Dies ist auch noch in Clément Janequins Chanson Va rossignol, amoureux messagier (8me Livre... Paris, Attaingnant, 1540) der Fall, wo die Nachtigall als Liebesbote angesungen wird und nur kleine Umspielungen in den verschiedenen Stimmen eventuell den Vogelgesang andeuten. Janequin ist für einige Stücke bekannt, in denen er wirkliche Imitationen des Nachtigallengesanges versuchte: 1537 erschienen bei Pierre Attaingnant sein eher melancholisches Le rossignol („Die Nachtigall“; mit dem Textbeginn En escoutant), und der fröhliche Chant des oiseaux („Gesang der Vögel“). Im zweiten Stück imitiert er u. a. auch Amsel (merle), Lerche (stournelle) und Kuckuck, doch ist die Nachtigallenimitation besonders ausgedehnt und findet mitten in der folgenden Strophe statt, auf den Silben Frian, frian...:

„Rossignol du boys ioly, A qui le voix resonne, Pour vous mettre hors d’ennuy Vostre gorge iargonne: Frian, frian, frian... Fyez regrez, pleurs et souci, Car la saison l’ordonne.“

„Nachtigall im hübschen Wald, deren Stimme erklingt; um Euch die Langeweile zu vertreiben, plappere Eure Kehle: Frian, frian, frian... Fliehet Leid, Tränen und Sorge, wie es die Jahreszeit gebietet…“

Im Madrigal Vaghi boschetti („Schöne Boskette“) im 7. Madrigalbuch (1581) von Giaches de Wert ist das Wort rossignuoli das letzte Wort des Textes (von Ariost), aber in der Musik hört man den Nachtigallengesang schon am Beginn. Im Lute Book (1616–1645) von Jane Pickering findet sich ein die Nachtigall imitierendes Musikstück La Rossignol für zwei Lauten. Claudio Monteverdi inspirierte sich vielleicht am Madrigal von de Wert, als er 1638 sein 5-stimmiges Madrigal Dolcissimo uscignolo („Süßeste Nachtigall“) in seinem 8. Madrigalbuch (1638) veröffentlichte, in welchem er die poetische Vorstellung von einem melancholischen, aber süßen Gesang des Vogels mithilfe von eleganten Koloraturen und einer Oberstimme in hoher Lage ausdrückt.
Berühmt sind Jacob van Eycks virtuose Variationen über das Lied Engels Nachtegaeltje („Englische Nachtigall“) für Blockflöte, in denen stellenweise auch bereits Imitationen des Vogelgesangs anklingen (veröffentlicht 1644–1656 im Fluyten Lust-hof).
Möglichst realistisch imitierte der Violinvirtuose Heinrich Ignaz Franz von Biber die Nachtigall neben anderen Vögeln (Kuckuck, Henne/Hahn, Wachtel) und Tieren (Frosch, Katze) in seiner humoristischen und insgesamt eher bizarren Sonata representativa für Violine solo (handschriftlich überliefert in Kremsier).
Zum Teil humoristisch ist auch Alessandro Pogliettis sogenannter Rossignolo, eine Sammlung von Cembalostücken, die der Komponist der Kaiserin Eleonore Magdalena Theresia nach ihrer Hochzeit mit Leopold I. (1676) als Geschenk überreichte. Poglietti machte darin auch mehrfach den Versuch einer echten Vogelimitation, u. a. in der Aria bizzara del Rossignolo und der abschließenden Imitatione del medesimo Uccello. Dabei kannten höchstwahrscheinlich sowohl Poglietti als auch Biber Kirchers oben erwähnte Beispiele des Nachtigallengesangs in dessen Musurgia universalis (1650, Rom), zumal die Habsburgerkaiser Ferdinand III. und Leopold I. auch Kircher und seine Publikationen unterstützten.
In barocken Orgeln, Positiven und Claviorgana gibt es manchmal ein Nachtigallenregister, das den Vogelgesang zu imitieren sucht und das man bei geeigneten Stücken und je nach Belieben dazuschalten kann.
Zu den berühmtesten Stücken von François Couperin zählt Le Rossignol-en-amour („Die verliebte Nachtigall“) mit Double, das sowohl als solistisches Cembalostück interpretiert werden kann, aber auch mit Traversflöte und Basso continuo. Es ist eigentlich ein stilisiertes melodisches Porträt, aber mit eingestreuten Imitationen von Vogelgesang, und leitet seinen 14. Ordre (im 3. Buch Pièces de clavecin, 1722) ein, in dem es noch mehrere andere Vogelstücke gibt, darunter auch Le Rossignol-vainqueur („Die siegreiche Nachtigall“).
Antonio Vivaldi nannte sein Violinkonzert A-dur RV 335a Il Rosignuolo („Die Nachtigall“), dessen erster Satz einige Floskeln verwendet, die an das weit berühmtere Konzert RV 90 Il gardellino („Der Distelfink“) erinnern. Il Rosignuolo wurde in einer leicht geänderten Version 1720 in England unter dem Namen The Cuckow („Der Kuckuck“, RV 335) gedruckt und war dort eines der beliebtesten Werke Vivaldis; mehrere Fachleute haben jedoch darauf hingewiesen, dass das Konzert gar keine typischen Kuckucksimitationen enthält, stattdessen jedoch viele lebhafte und virtuose Passagen, wie sie zur Nachtigall passen – der handschriftlich überlieferte Titel Il Rosignuolo dürfte also der originale sein.
Georg Friedrich Händel schrieb mehrere Werke über die Nachtigall: Das bekannteste ist wohl sein Orgelkonzert Nr. 13 „Der Kuckuck und die Nachtigall“ (The Cuckoo and the Nightingale). In seinem Oratorium Solomon (1749) gibt es einen sogenannten „Nachtigallen-Chor“ (May no rash intruder, Ende Akt I,2). Die Arie Se nel bosco resta solo, rusignolo col suo canto in seiner Oper Arianna (1733) ist eines der melancholischsten Nachtigallenstücke und enthält nur wenige und sehr subtile Anspielungen an den realen Vogel; sie war ursprünglich für Händels Lieblingssängerin Anna Strada del Po gedacht. Eine regelrechte Naturschilderung bietet dagegen die Sopran-Arie Sweet bird („Süßer Vogel“) in Händels L’Allegro, il Penseroso ed il Moderato (HWV 55), wo vor allem die solistische Traversflöte relativ realistische Vogelimitationen auszuführen hat; der Text basiert auf Gedichten von John Milton:

“Sweet bird, that shun’st the noise of Folly,
Most musical, most melancholy,
Thee, Chantress, of the woods among,
I woo to hear thy evensong.
Or missing thee, I walk unseen,
On the dry smooth shaven green,
To behold the wand’ring moon,
Riding near her highest noon.”

„Lieber Vogel, der Du den Lärm der Torheit meidest,
Überaus musikalisch, überaus melancholisch,
Dich, Zauberin der Wälder rings umher,
Umwerbe ich, dein Abendlied zu hören.
Verfehl ich Dich, so geh ich ungesehn
Über das trockne weiche geschorene Gras,
Zu schauen den wandernden Mond,
der nahe seinem Zenit dahingleitet.“

Nachtigallen-Arien waren schon zuvor im Barock ziemlich beliebt, bereits Carlo Francesco Pollarolo ahmte den Gesang des Vogels nach in Usignoli che cantate („Nachtigallen, die ihr singt“) in seiner Oper Onorio in Roma (1692), ebenso Alessandro Scarlatti in der Arie O sentite quel rossignolo (in Le nozze con l’inimico, 1695). Jean Philippe Rameau lässt in der Air Rossignols amoureux, répondez à nos voix („Verliebte Nachtigallen, antwortet unseren Stimmen“) in seiner Tragédie lyrique Hippolyte et Aricie (1733) die Singstimme mit Flöten und Solovioline wetteifern. Ein hochvirtuoses und zugleich poetisches Bravourstück für den berühmten Soprankastraten Farinelli war Geminiano Giacomellis Arie Quell'usignolo für seine Oper Merope (1734). Der Sänger hinterließ selber auskomponierte Kadenzen für diese Arie, wo er den Gesang der Nachtigall zu imitieren versuchte.
Noch im zweiten Teil von Joseph Haydns Die Schöpfung (1797) besingt der Erzengel Gabriel (Sopran) die Nachtigall (neben Adler, Lerche und Tauben) in der Arie „Auf starkem Fittige“ mit folgenden Worten: „Aus jedem Busch und Hain erschallt der Nachtigallen süße Kehle, noch drückte Gram nicht ihre Brust, noch war zur Klage nicht gestimmt ihr reizender Gesang“.
Im zweiten Satz von Ludwig van Beethovens 6. Sinfonie Pastorale (1808) gibt es eine Nachtigallen-Imitation.
Die bekannte Romanze Solowei (auch französisch: Le Rossignol („Die Nachtigall“)) des russischen Komponisten Alexander Alexandrowitsch Aljabjew gehört zum Repertoire mancher Koloratursoprane, wie Edita Gruberová oder Natalie Dessay; das Stück wurde von Franz Liszt für Piano solo bearbeitet. Von Léo Delibes gibt es ein Kammermusikwerk Le Rossignol für Sopran, Flöte und Klavier.
Igor Strawinsky schrieb eine Oper Le rossignol (1914) und in Anlehnung daran auch eine symphonische Dichtung Le chant du rossignol („Der Gesang der Nachtigall“, 1917). Das Letztere wurde auch als Ballett aufgeführt, die Uraufführung fand statt am 2. Februar 1920 an der Opéra in Paris, mit einer Choreographie von Leonid Massine und Bühnenbildern von Henri Matisse; später machte auch George Balanchine eine neue Choreographie dazu.
Ottorino Respighi verwendet in seiner symphonischen Dichtung Pini di Roma (1924) im 3. Satz I Pini del Gianicolo, eine echte Aufnahme des Nachtigallengesangs. Für den 4. Satz L’usignuolo („Die Nachtigall“) von Respighis Werk Gli Uccelli („Die Vögel“) diente van Eycks oben erwähnte Engels Nachtegaeltje als Vorbild.

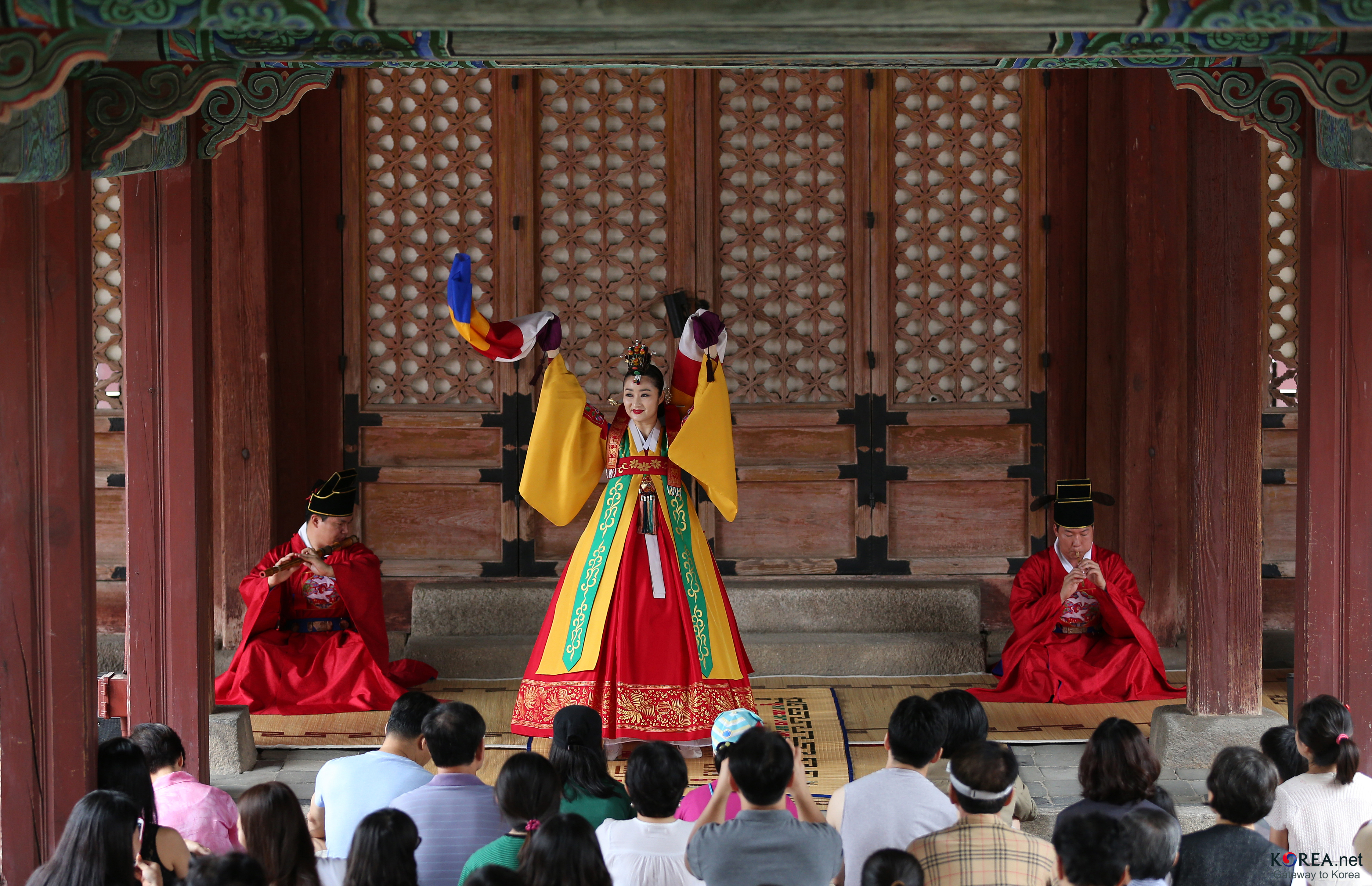
Koreanischer Hoftanz (Chunaengjeon)

Es gibt einen koreanischen Hoftanz (jeongjae) namens Chunaengjeon oder „Tanz der Frühlings-Nachtigall“ (춘앵전), der bereits im 17. Jahrhundert existiert haben soll, aber erst 1848 im Jinchan Uigwe („Manual of Court Banquet“) erwähnt wurde. Die erste überlieferte Choreographie dazu stammt von 1893 (in: Jeongjae Mudo Holgi = Manual of Court Dance); es handelt sich um den einzigen Solotanz innerhalb der koreanischen Hoftänze. Als Begleitmusik dient die koreanische Hofmusik pyeongjo hoesang.
Der koreanische Nachtigallentanz basierte laut Jinchan Uigwe (1848) auf einem viel älteren chinesischen Vorbild: In der chinesischen Enzyklopädie Yuanchien Leihan von 1701 wird erwähnt, dass der Tang-Kaiser Tang Gaozong (gest. 683), nachdem er dem Gesang der Nachtigall gelauscht hatte, seinen Hofmusiker Po Ming Chien beauftragte, ein Musikstück darüber zu komponieren, zu dem auch Tänzerinnen auftraten.
In der Geschichte der Musik wurden mehrere Sänger mit der Nachtigall identifiziert, so nannte man den Kastraten Matteuccio „die Nachtigall von Neapel“ (il rosignuolo di Napoli), und Jenny Lind, eine der berühmtesten Sopranistinnen des 19. Jahrhunderts, ist bekannt als „schwedische Nachtigall“.
Die Autorin Christine Wunnicke nannte ihr Buch über den Kastraten Filippo Balatri Die Nachtigall des Zaren. Ganz allgemein wurden/werden vor allem leichte Koloratur-Soprane oder Soubretten manchmal als „Nachtigall“ bezeichnet, in moderneren Zeiten (20. und 21. Jahrhundert) manchmal auch abfällig.

### Namensgeberin
Der Asteroid des äußeren Hauptgürtels (713) Luscinia wurde nach der Singvogel-Gattung benannt, der die Nachtigall angehört.
Nightingale Classics ist ein CD-Label, das vor allem bekannt ist für Aufnahmen von Belcanto-Opern von Rossini, Bellini und Donizetti mit der Koloratur-Sopranistin Edita Gruberová.